# 나노의학
나노의학은 나노기술을 의학적으로 응용한 학문이라고 할 수 있다. 이는 나노물질을 의학적으로 응용한 것에서부터 나노 전자 생체센서, 미래 가능한 분자 나노기술을 응용한 것까지 포함한다. 현재 이와 관련해서 가장 큰 문제점으로 여겨지는 것은 나노단위의 물질들이 환경과 인체에 유독한 영향을 끼칠 수 있다는 것이다.
생물 분자나 구조를 나노 물질과 접목시킴으로써 여러 다양한 기능들을 가지게 할 수 있는데, 나노 물질들의 크기가 대부분의 생물학적인 분자나 구조의 크기와 비슷하기 때문이다. 그래서 이는 체내, 체외의 생물의학 연구, 응용에 매우 유용하다. 지금까지는 나노 물질들이 생물학과 결합해서 진단 기기, 생체 분석기구, 물리치료 요법, 약물 전달 매체 등의 발전이 이루어졌다.
나노바이오 기술의 궁극적인 목표 중 하나로 나노 크기의 로봇인 나노봇을 개발하는 것이 있다. 나노 크기의 바이러스같이 자연적으로 치명적인 피해를 일으키는 것을 물리치는 방법으로 인공의 나노기계를 만드는 것이 가장 효과적이라는 것이 나노의학의 기본 전제이다. 나노봇의 내부에는 병원균을 찾아서 파괴하도록 프로그램되어 있는 나노컴퓨터가 들어 있으며, 목표물의 모양을 감지하고 식별하는 나노센서가 부착되어 있다. 혈류 속에서 움직이는 나노봇은 나노센서로부터 정보를 받아 나노컴퓨터에 저장된 병원균의 자료와 비교한 다음에 병원균으로 판단되면 바로 약물을 방출해서 격멸한다. 이와 같은 방식으로, 나노봇은 인체 안으로 들어가서 손상된 세포를 수리하고, 바이러스를 제거하는 등의 역할을 수행하는 것이다. 뿐만 아니라, 뇌 안에 들어가는 나노봇은 뇌의 수많은 신경세포와 정보를 교환하며 신경계와 상호작용하면서 인간의 지능을 크게 향상시킬 수 있다.
나노봇을 비롯해치료하고 신체적 기능을 더 뛰어나게 만들어 줄 수 있으며, 더 나아가 정신적인 부분까지 이점을 가져다줄 것이다.

## 같이 보기
- 감시 (의학)
- 광역동 치료